# Ocotitla Tepachuxiac
Ocotitla Tepachuxiac är en ort i Mexiko.   Den ligger i kommunen Xochimilco och delstaten Distrito Federal, i den sydöstra delen av landet, 22 km söder om huvudstaden Mexico City. Ocotitla Tepachuxiac ligger 2 414 meter över havet och antalet invånare är 101.
Terrängen runt Ocotitla Tepachuxiac är kuperad åt sydväst, men åt nordost är den platt. Runt Ocotitla Tepachuxiac är det mycket tätbefolkat, med 2 431 invånare per kvadratkilometer. Närmaste större samhälle är Iztapalapa, 16,3 km nordost om Ocotitla Tepachuxiac. I omgivningarna runt Ocotitla Tepachuxiac växer huvudsakligen savannskog.